# Stanisław Bareja

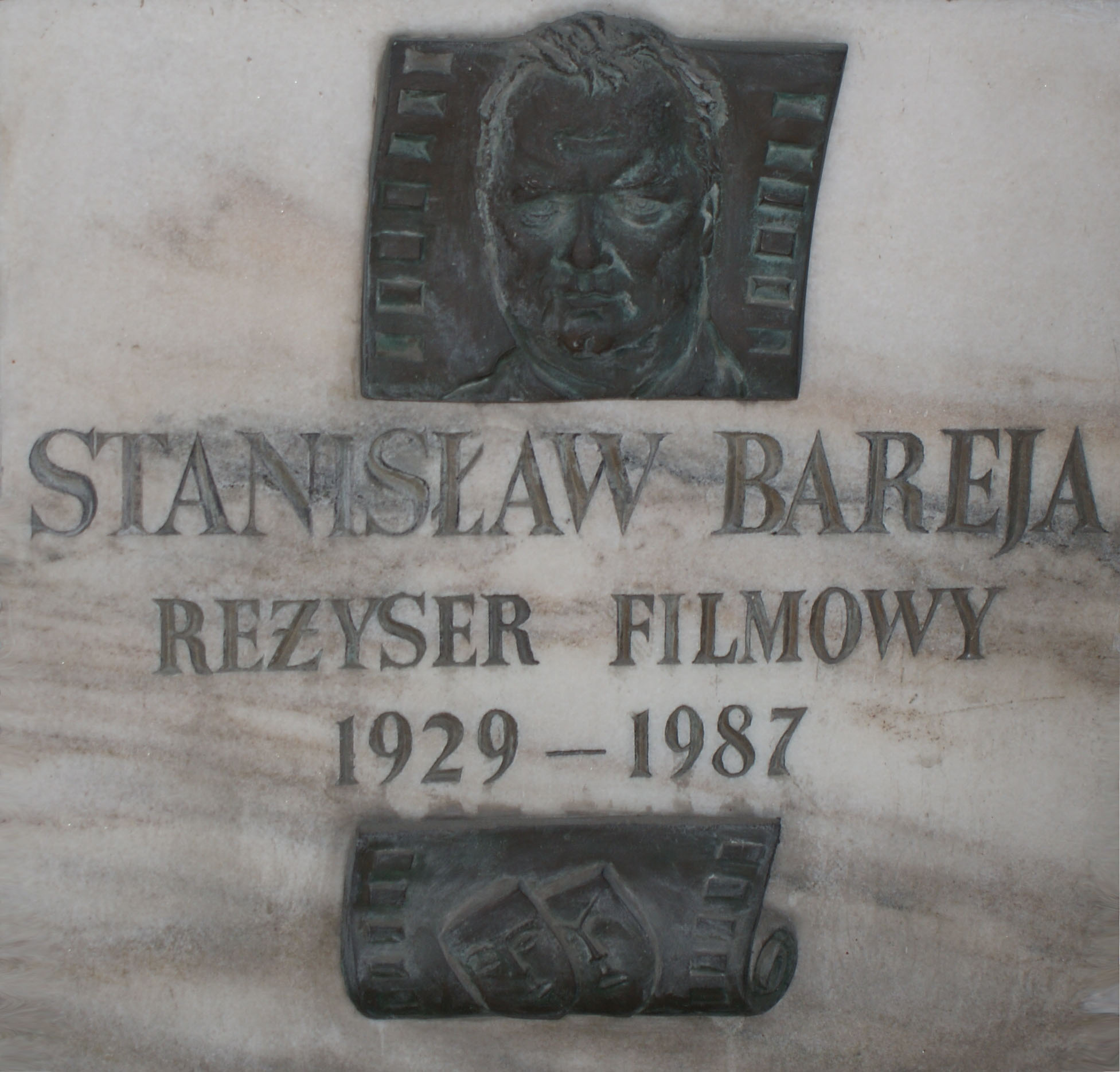
Gedenktafel für Bareja auf dem Friedhof in Czerniaków, Warschau

Stanisław Sylwester Bareja (* 5. Dezember 1929 in Warschau, Polen; † 14. Juni 1987 in Essen) war ein polnischer Filmregisseur, der vor allem für seine Komödien aus den 1970er Jahren bekannt ist. Daneben war er auch Drehbuchautor und Schauspieler.

## Leben und Werk
Bareja schloss 1954 sein Regiestudium an der Filmhochschule Łódź mit einem Diplom ab. Anschließend arbeitete er einige Jahre als Regie-Assistent bei Jan Rybkowski und Antoni Bohdziewicz, bis er 1961 seinen ersten Spielfilm, die Filmkomödie Der Mann seiner Frau, inszenieren durfte. Schon mit seinem Erstlingswerk, einer heiteren zeitgenössischen Erzählung, konnte er einen unterhaltsamen Streifen abliefern, der neben diversen Gags vor allem wesentliche Charakterstudien beinhaltete. Kritiker sprachen ihm einst jedoch Talent ab, sodass er sich in der Folgezeit auf Filmkomödien spezialisierte. Seine Filmkomödien aus den 1970er Jahren genießen heute Kultstatus in seinem Heimatland Polen. Die Drehbücher zu diesen Filmen schrieb er meist gemeinsam mit dem Satiriker Stanisław Tym.
Bareja besetzte bevorzugt Wiesław Gołas als Darsteller in seinen Filmen, den er schon seit seiner Zusammenarbeit in Der Mann seiner Frau (1961) kannte.

## Filmografie (Auswahl)
- 1956: Der Mann im Frack (Nikodem Dyzma)
- 1958: Unterseeboot Orzel (Orzeł)
- 1960: Der Mann seiner Frau (Mąż swojej żony)
- 1962: Auf der Straße des Verbrechens (Dotknięcie nocy)
- 1964: Eine Frau für den Australier (Żona dla Australijczyka)
- 1966: Liebe im Atelier (Małżenstwo z rozsądku)
- 1973: Ungewöhnliche Karriere (Poszukiwany – poszukiwana)
- 1976: Der Brünette erscheint am Abend (Brunet wieczorową porą)
- 1978: Was tust du mir, wenn du mich fängst? (Co mi zrobisz jak mnie złapiesz)
- 1980: Miś